# Olibia Toka
Olibia Toka, auch Olympia Toka, (* 18. Juli 1981) ist eine ehemalige griechische Gewichtheberin.

## Karriere
Toka erreichte bei den Europameisterschaften 2005 den elften Platz in der Klasse bis 63 kg. Bei den Weltmeisterschaften im selben Jahr war sie Zwölfte. 2006 wurde sie bei den Europameisterschaften Fünfte. Bei den Europameisterschaften 2007 wurde sie erneut Fünfte und auch bei den Weltmeisterschaften 2007 erreichte sie den fünften Platz. Bei einer Trainingskontrolle 2008 wurde Toka wie auch zehn weitere Mitglieder der griechischen Nationalmannschaft positiv getestet und anschließend für zwei Jahre gesperrt.